# AEG C.VII
L'AEG C.VII était un biplan biplace de reconnaissance dérivé du AEG C.V avec un moteur Mercedes D.IIIa. Il est resté à l'état de prototype